# Vilmos porosz királyi herceg (1882–1951)
Vilmos porosz királyi és német császári herceg (németül: Kronprinz Wilhelm von Preußen, teljes nevén Friedrich Wilhelm Victor August Ernst; Potsdam, 1882. május 6. – Hechingen, 1951. július 20.) német császári és porosz királyi herceg, a Német Birodalom trónörököse, édesapja halála után a Hohenzollern-ház feje és a német monarchisták szemében III. Vilmos német császár és porosz király.

## Élete

### Származása és ifjúkora
Vilmos herceg 1882-ben született a potsdami Marmorpalaisban II. Vilmos német császár és Auguszta Viktória schleswig–holsteini hercegnő első gyermekeként. Iskolás éveit a plöni Prinzenhausban töltötte, majd katonai körökben folytatódott tovább oktatása.
1903-ban viszonyt kezdett Geraldine Farrarral, egy amerikai operaénekesnővel. A kapcsolat kettejük között felbomlott, amikor Vilmos herceg 1905. június 6-án, Berlinben feleségül vette Cecília mecklenburg–schwerini hercegnőt, III. Frigyes Ferenc mecklenburg–schwerini nagyherceg és Anasztaszija Mihajlovna orosz nagyhercegnő leányát. Házasságuk első évei boldog harmóniában teltek el, a trónörökös rajongott szép feleségéért, aki hat gyermekkel ajándékozta meg:
- Vilmos Frigyes porosz herceg (1906. július 4. – 1940. május 26.)
- Lajos Ferdinánd porosz herceg (1907. november 7. – 1994. szeptember 25.), Németország és Poroszország címzetes uralkodója
- Hubert porosz herceg (1909. szeptember 30. – 1950. április 8.)
- György Frigyes porosz herceg (1911. december 19. – 1966. április 20.)
- Alexandrina porosz hercegnő (1915. április 7. – 1980. április 7.)
- Cecília porosz hercegnő (1917. szeptember 5. – 1975. április 21.).

### Az első világháború alatt
1914-ben, nem sokkal az első világháború kitörése előtt a trónörököst az 5. hadsereg parancsnokává nevezték ki. A herceg és csapata részt vett a verduni csatában, mely német vereséggel végződött. 1916 novemberében az 5. hadsereg helyett a Német trónörökös Hadseregcsoport (Heeresgruppe Deutscher Kronprinz) került az irányítása alá. A világháború végének közeledtével, mikor kezdett egyre világosabbá válni, hogy a németek nem nyerhetik meg a háborút, a herceg is egyre jobban beleszólt édesapja politikájába. Nagy szerepe volt abban, hogy 1917. július 13-án Theobald von Bethmann-Hollweg lemondjon kancellári tisztségéről.

### A német forradalom után
1918-ban kitört a német forradalom, melynek eredményeként megdöntötték a monarchiát. II. Vilmos császár és Vilmos trónörökös is aláírta a nyilatkozatot, melyben lemondtak a német trónról. Ezután a kormány száműzte őket az országból, több más családtaggal egyetemben. Vilmos herceg felesége, Cecília hercegné mindazonáltal Németországban maradhatott a gyermekekkel. A császári család tagjai száműzetésük alatt a holland Wieringen szigeten éltek.
1923-ban a német kancellár, Gustav Stresemann visszahívta a herceget a száműzetésből. 1932-ben indulni szeretett volna a német elnöki választásokon mint Paul von Hindenburg ellenfele, azonban édesapja tanácsára végül elvetette az ötletet. Később szimpatizálni kezdett Adolf Hitlerrel és a náci párttal, mivel bennük látta a bolsevizmus és a marxizmus legfőbb ellenségeit. Több olyan szervezettel is kapcsolatban állt, melyek szorosan kötődtek a nácikhoz; illetve a párt több rendezvényén is megjelent. Egyik legjobb barátjának, Kurt von Schleicher kancellárnak 1934-es meggyilkolását követően a herceg visszavonult a politikai élettől. 1919 és 1934 közötti tevékenységének nagy részét az jelentette, hogy megpróbálta előkészíteni a Hohenzollern-ház visszatérését és a monarchia visszaállítását; és eleinte úgy látta, hogy ebben Hitler támogatni tudná őt.
Mivel feleségével elidegenedtek egymástól a száműzetés évei alatt, Vilmos herceg egyedül, magánemberként vészelte át a második világháborút családi birtokainak egyikén. Legidősebb fia, Vilmos Frigyes herceg elesett a háborúban 1940-ben. II. Vilmos császár 1941. június 4-én bekövetkezett halálával Vilmos herceg lett a Hohenzollern-ház feje, illetve III. Vilmosként névlegesen Németország császára és Poroszország királya. A világháború után a szovjetektől tartva rövid időre Franciaországba menekült. A szovjet csapatok elfoglalták a család brandenburgi birtokait, így a herceg Svábföldön fekvő földjeire tért vissza. Itt hunyt el 1951. július 20-án, szívinfarktus következtében. Őt és feleségét is a Hohenzollern-kastélyban helyezték örök nyugalomra.